# Dragan Stoisavljević
Dragan Stoisavljević (en serbe : Драган Стоисављевић), né le 25 novembre 2003 à Belgrade en Serbie, est un footballeur serbe qui évolue au poste d'avant-centre au FK Zemun.

## Biographie

### En club
Né à Belgrade en Serbie, Dragan Stoisavljević est formé par le FK Voždovac. C'est avec ce club qu'il commence sa carrière professionnelle. Il joue son premier match avec l'équipe première le 30 novembre 2019, lors d'une rencontre de championnat face à l'Étoile rouge de Belgrade, à seulement seize ans et cinq jours. Il est titularisé lors de ce match qui se solde par la défaite des siens sur le score de deux buts à zéro. Avec cette apparition il devient le plus jeune joueur de l'histoire à jouer un match dans le championnat de Serbie. En janvier 2020 il signe son premier contrat professionnel, d'une durée de trois ans. Le 12 juin 2020, Stoisavljević inscrit son premier but en professionnel, lors d'une rencontre de championnat face au FK Rad Belgrade. Il entre en jeu et marque le second but des siens, qui s'imposent par deux buts à zéro ce jour-là. Cette réalisation fait de lui le troisième plus jeune joueur du championnat serbe à inscrire un but dans cette compétition, derrière Dušan Vlahović et Luka Jović.
Le 28 juillet 2022, Dragan Stoisavljević est prêté au Radnički Belgrade.
Le 28 janvier 2024, Dragan Stoisavljević quitte définitivement le FK Voždovac afin de signer en faveur de l'OFK Belgrade.

### En sélection
Il est sélectionné avec l'équipe de Serbie des moins de 17 ans en 2019.